# 维里-努勒伊
维里-努勒伊（法語：Viry-Noureuil，法語發音：[viʁi nuʁœj]）是法国上法蘭西大區埃纳省的一个市镇，属于拉昂区。该市镇于1790-1794年由维里（Viry）和努勒伊（Noureuil）合并而成。

## 地理
维里-努勒伊（49°37'53"N, 3°14'34"E）面积17.76 平方千米，位于法国上法蘭西大區埃纳省，该省份为法国北部内陆省份，北起北部省，西接索姆省和瓦兹省，东临阿登省和马恩省，西南至塞纳-马恩省，东北部与比利时接壤。
与维里-努勒伊接壤的市镇（或旧市镇、城区）包括：绍尼、孔德朗、弗里耶尔-法尤埃勒、桑斯尼、泰爾尼耶、维勒基耶欧蒙。
维里-努勒伊的时区为UTC+01:00、UTC+02:00（夏令时）。

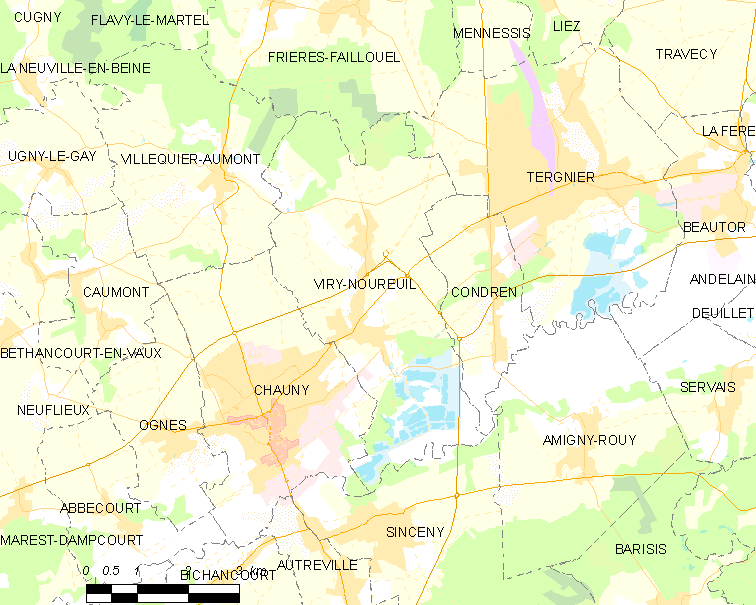
维里-努勒伊的OSM定位图

## 行政
维里-努勒伊的邮政编码为02300，INSEE市镇编码为02820。

## 政治
维里-努勒伊所属的省级选区为绍尼县。

## 人口

1962-2008年间维里-努勒伊人口变化图示

维里-努勒伊于2022年1月1日时的人口数量为1682人。